# Yussif Chibsah
Yussif Alhassan Chibsah (* 30. Dezember 1983 in Accra) ist ein ehemaliger ghanaischer Fußballspieler.

## Karriere

### Verein
Chibsah spielte in den Jahren 1996 bis 1999 für die Schulmannschaft des Prempeh Colleges. Anschließend war er in seiner Heimat für die Mannschaften King Faisal Babes und Asante Kotoko aktiv. Mit letzterem Verein gewann er 2003 und 2005 die Ghanaische Meisterschaft und erreichte 2004 das Finale des CAF Confederation Cups.
Anfang 2006 wechselte er zum finnischen Verein IFK Mariehamn und im folgenden Sommer zu Hapoel Nazareth Illit nach Israel. Zur Saison 2008 ging er weiter zum schwedischen Verein Gefle IF. Hier spielte er die nächsten vier Jahre und wechselte dann zu Djurgårdens IF.
Zur Saison 2014/15 wechselte Chibsah in die türkische TFF 1. Lig zum Aufsteiger Alanyaspor. Doch der Vertrag wurde schon im Dezember 2014 nach nur einem Ligaeinsatz wieder vorzeitig aufgelöst. Anschließend kehrte er nach Schweden zurück und spielte erst eine Spielzeit für GAIS Göteborg, ehe er zu Ljungskile SK wechselte, wo er 2016 seine aktive Karriere beendete.

### Nationalmannschaft
Chibsah spielte von 2004 bis 2009 insgesamt drei Mal für die Ghanaische A-Nationalmannschaft und konnte dabei einen Treffer erzielen.

## Erfolge
- Ghanaischer Meister: 2003, 2005